# Koti (departamento)
Koti es un departamento de la provincia de Tuy, en la región Hauts-Bassins, Burkina Faso. A 1 de julio de 2018 tenía una población estimada de 35 847 habitantes.
Se encuentra ubicado al oeste del país, cerca del curso alto del río Volta Negro, de Bobo Dioulasso —la segunda ciudad más poblada de Burkina Faso— y de la frontera con Malí.